# 達瓦魯里·蓋扎
達魯瓦里·蓋札（匈牙利語：Daruváry Géza；1866年1月12日—1934年8月3日），匈牙利外交家、政治家，曾任貝特倫政府的司法和外交大臣。

## 生平
達魯瓦里是匈牙利佩斯特皇家審判庭的法官的兒子。卡羅四世即位時，他退出了公共生活，但在反革命體制的最初幾年，他再次擔任職務。在貝特倫政府中，作為一名非黨派成員，從1922年6月16日到1923年6月11日擔任司法部長，從1922年12月19日到1924年10月7日擔任外交部長。在他擔任部長期間，匈牙利與蘇聯進行了有關建立貿易和外交關係的談判，最終這些談判未能取得成果。他在布達佩斯和萊比錫進行了法學研究。在短暫的律師和法院實習後，他於1891年被任命為司法部助理法官，1895年進入外交服務，成為敖德薩、索非亞、斯庫塔爾、貝爾格勒、薩羅尼基、基輔、阿姆斯特丹和法蘭克福的領事。1905年，他被調任為內閣辦公室的公職，然後在1910年被任命為內閣辦公室的部門主管。

## 作品

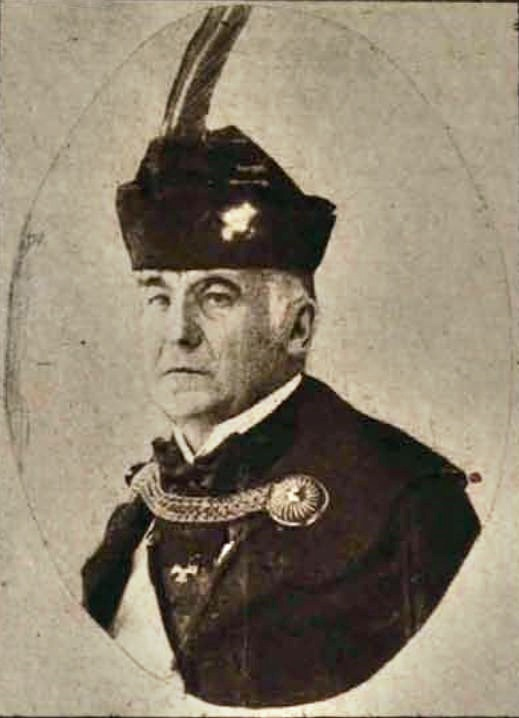
達瓦魯里·蓋扎

- Daruváry Géza: A mentelmi jogról. tudori értekezés (Budapest, 1890)
- The Situation of Intellectual Workers in Hungary. Reply of Géza Daruváry to the Questionnaire of the Intellectual Co-Operation Commission of the League of Nations; Allan, London, 1923?

1. ↑  később a királyi kúria másodelnöke
2. ↑  .   [2024-03-02]. （原始内容存档于2024-01-19）.
3. ↑   (PDF).   [2024-03-02]. （原始内容存档 (PDF)于2024-03-02）.